# Arrondissement de Namur
Arrondissement de Namur är ett arrondissement i Belgien.   Det ligger i provinsen Namur och regionen Vallonien, i den centrala delen av landet, 60 kilometer sydost om huvudstaden Bryssel.
I omgivningarna runt Arrondissement de Namur växer i huvudsak blandskog. Runt Arrondissement de Namur är det tätbefolkat, med 591 invånare per kvadratkilometer.

## Kommuner
Följande kommuner ingår i arrondissementet;

- Andenne
- Assesse
- Éghezée
- Fernelmont
- Floreffe
- Fosses-la-Ville
- Gembloux
- Gesves
- Jemeppe-sur-Sambre
- La Bruyère
- Mettet
- Namur
- Ohey
- Profondeville
- Sambreville
- Sombreffe